# Бондаренко, Илья Евграфович
Илья́ Евгра́фович Бондаре́нко (6 [18] июля 1870, Уфа — 21 июля 1947, Москва) — русский и советский архитектор, реставратор, теоретик архитектуры и искусствовед. В 1906—1917, после выхода указа Об укреплении начал веротерпимости, стал ведущим архитектором старообрядческого храмостроения. Творческий почерк Бондаренко — лаконичное соединение эстетики северного модерна и стилизованной архитектуры русского Севера, развитие абрамцевского стиля 1890-х гг. После 1917 года сосредоточился на музейной деятельности, защите и реставрации памятников архитектуры.

## Биография

### Начало карьеры
И. Е. Бондаренко родился в Уфе 6 (18) июля 1870 года. Его дед приехал в Уфу из Полтавы. Отец архитектора — Евграф Львович — уфимский мещанин («работал по металлу», делал лопаты, грабли, ведра), выбившийся в купцы второй гильдии. Мать, Александра Ивановна, занималась домашним хозяйством. «Подсолнечное — прихоть, бараньи котлеты только в праздничные дни, а белый хлеб — баловство… Ситцевая рубаха была событием», — вспоминал Бондаренко о своем детстве. Поначалу отец хотел приучить сына к торговле, однако эти попытки оказались неудачными; с семи лет Илья стал брать уроки рисования у местного художника, а в 1880 году поступил в уфимскую классическую мужскую гимназию. У преподавателя рисования познакомился с художником Н. И. Бобиром, сосланным в Уфу и служившим там в должности заместителя городского архитектора.

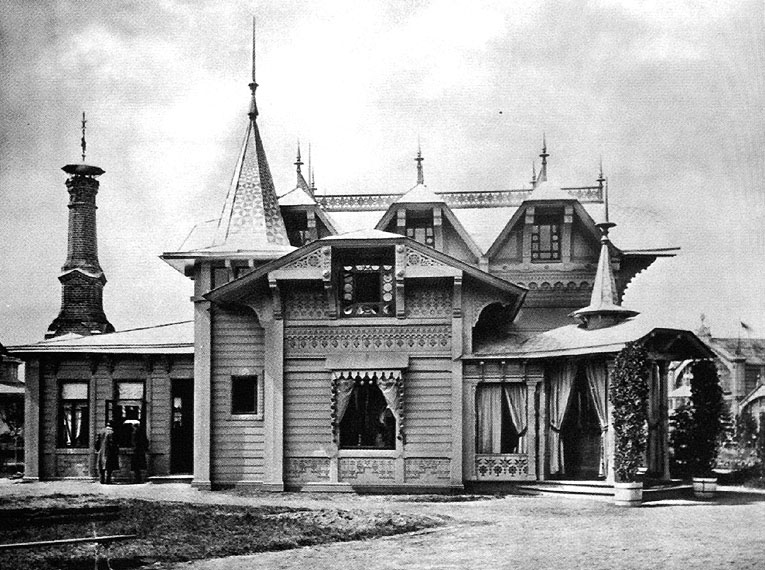
Первая работа Бондаренко, постройка по проекту А. С. Каминского — Выставочный павильона т-ва Абрикосовых, 1890, Москва

После окончания гимназии, по совету Бобира, в 1887 году поступил в Московское училище живописи, ваяния и зодчества, — в класс архитектора А. С. Каминского. Одновременно работая в архитектурной мастерской Каминского, принял участие в выполнении ряда проектов. В «Записках» Бондаренко об этом времени его жизни, упоминаются люди, оказавшие на него большое влияние: историк Р. Ю. Виппер, Савельев: «Мой пестун Савельев (комиссионер) был удивительный московский тип <…> Москву он знал и любил. Бывало поведет меня в Кремль, поднимемся на колокольню Ивана Великого и прежде, чем разъяснить подробно топографию Москвы, он отдавался особому восторгу при виде расстилавшегося перед ним города»
Не завершив обучения, покинул училище в 1891 году, так как ему угрожал арест за революционную деятельность. Сначала скрывался в Уфе, затем уехал за границу. В 1894 году окончил архитектурно-строительный факультет Высшей политехнической школы в Цюрихе. Во время обучения познакомился со своим первым меценатом, купцом И. А. Морозовым. Впоследствии, Бондаренко практически ежегодно выезжал в какую-либо западноевропейскую страну; отдыхал и одновременно знакомился с её культурными центрами.
После окончания учёбы вернулся в Москву, где с осени 1894 года работал в строительной конторе Московского купеческого общества, руководил строительством здания Духовной консистории на Мясницкой улице по проекту архитектора В. Г. Сретенского. Некоторое время работал в архитектурной мастерской А. Е. Вебера. В то время архитектор Ф. О. Шехтель, получивший ряд крупных заказов, искал помощника, «знающего русский стиль и умеющего хорошо рисовать». По рекомендации одного из лучших в Москве мраморщиков Кутырина, в 1895 году Шехтель пригласил Бондаренко в свою архитектурную мастерскую. И. Е. Бондаренко работал помощником Шехтеля около двух лет; принял участие в ряде проектов, наблюдал за строительством построек приуроченной к коронационным торжествам Всероссийской художественно-промышленной выставки 1896 года в Нижнем Новгороде. Шехтель оказал заметное влияние на формирование собственного художественного стиля Бондаренко; Илья Евграфович позднее высоко оценивал полученный в эти годы опыт проектирования и строительной практики.
С 1895 года Бондаренко занимался глубоким изучением русского искусства в коллекциях исторического музея и музея русских древностей. В 1896 году он открыл своё архитектурное бюро. В это же время он вошёл в круг организованной С. И. Мамонтовым художественной колонии в Абрамцеве. В 1897—1898 годах по заказу Мамонтова перестроил здание театра Солодовникова, где открылась Частная русская опера; для её постановок Бондаренко выполнил ряд декораций по эскизам М. А. Врубеля. В 1898—1899 годах он сотрудничал с принадлежащим Мамонтову гончарным заводом «Абрамцево», выстроил для него ряд производственных и жилых строений. Впоследствии керамика этого завода станет излюбленным материалом Бондаренко: почти все построенные храмы он украсит абрамцевской майоликой, которая будет играть в них основную художественную роль. Сотрудничество с мамонтовским кружком помогло Бондаренко получить заказ на проектирование по эскизам художника К. А. Коровина русского павильона Кустарного отдела на Всемирной выставке 1900 года в Париже. В архитектуре павильона были использованы образы национальной русской архитектуры, которые отражали впечатления Бондаренко и Коровина от путешествий по Русскому Северу и Поволжью; как писал Бондаренко «начинался Отдел рубленой церковкой по типу северных русских церквей». Построенный павильон, удостоенный царской наградой, стал первым зрелым образцом нового направления модерна — неорусского стиля. В дальнейшем неорусский стиль станет основным в архитектурном творчестве И. Е. Бондаренко.
В феврале 1899 года он обвенчался с Елизаветой Александровной Собиновой (1864—1921); «Талантливая пианистка, игравшая мне классиков, особенно умела играть Бетховенские сонаты и Гайдна. Музыка нас сблизила. Молодое мое сердце затеплилось… мы поженились».
В 1900—1905 годах Бондаренко состоял архитектором Иверской общины сестёр милосердия Красного Креста, для которой построил общежитие, амбулаторию и другие здания. В 1902 году он принял активное участие в московской выставке Архитектуры и художественной промышленности Нового стиля: вместе с И. А. Фоминым и рядом других архитекторов вошёл в Комитет выставки, а также представил созданные по его эскизам предметы мебели, деревянные резные изделия и живописный фриз. Выставка имела успех у публики и способствовала широкому внедрению модерна в московскую архитектурную практику.
В 1902—1904 годах И. Е. Бондаренко построил школу и магазин (нынешний ЦУМ) в Иванове, принимал участие в ряде архитектурных конкурсов.

### Архитектор старообрядчества
17 (30) апреля 1905 года царское правительство отменило запрет на строительство старообрядческих храмов. За день до выхода указа «Об укреплении начал веротерпимости» император Николай II разрешил распечатать алтари старообрядческих храмов Рогожского кладбища, ранее закрытых для верующих. Старообрядческие общины отреагировали массовыми ходатайствами о разрешении на постройку новых храмов.

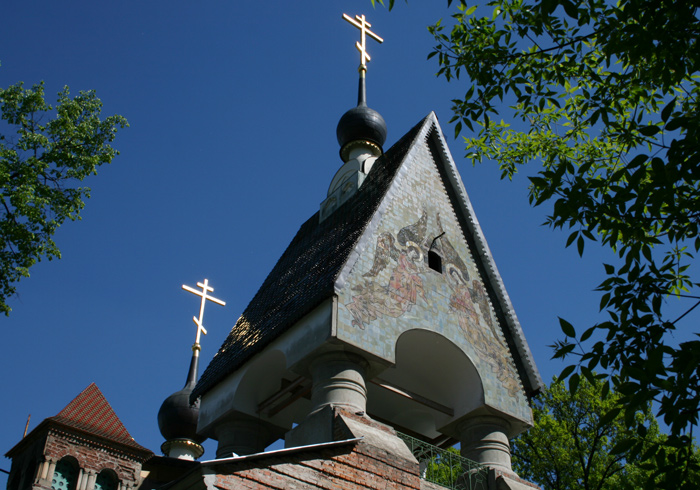
Храм в Токмаковом переулке, 1907

В 1907 году И. Е. Бондаренко построил в Токмаковом переулке по заказу Второй Московской общины Поморского брачного согласия, свою первую старообрядческую церковь. Вкладчики (В. Д. Горбунов, И. К. Поляков, А. В., И. В. и С. В. Морозовы (Викуловичи)) предоставили ему полную свободу; «он мог свободно и в конструктивном отношении формировать пространство, применив железобетонные конструкции, и полностью пересмотреть сложившиеся стереотипные представления о национальной архитектуре»; так что, выполненная им необычная «палатка»-колокольня церкви «вырастает из кровли притвора как сказочная избушка на курьих ножках».

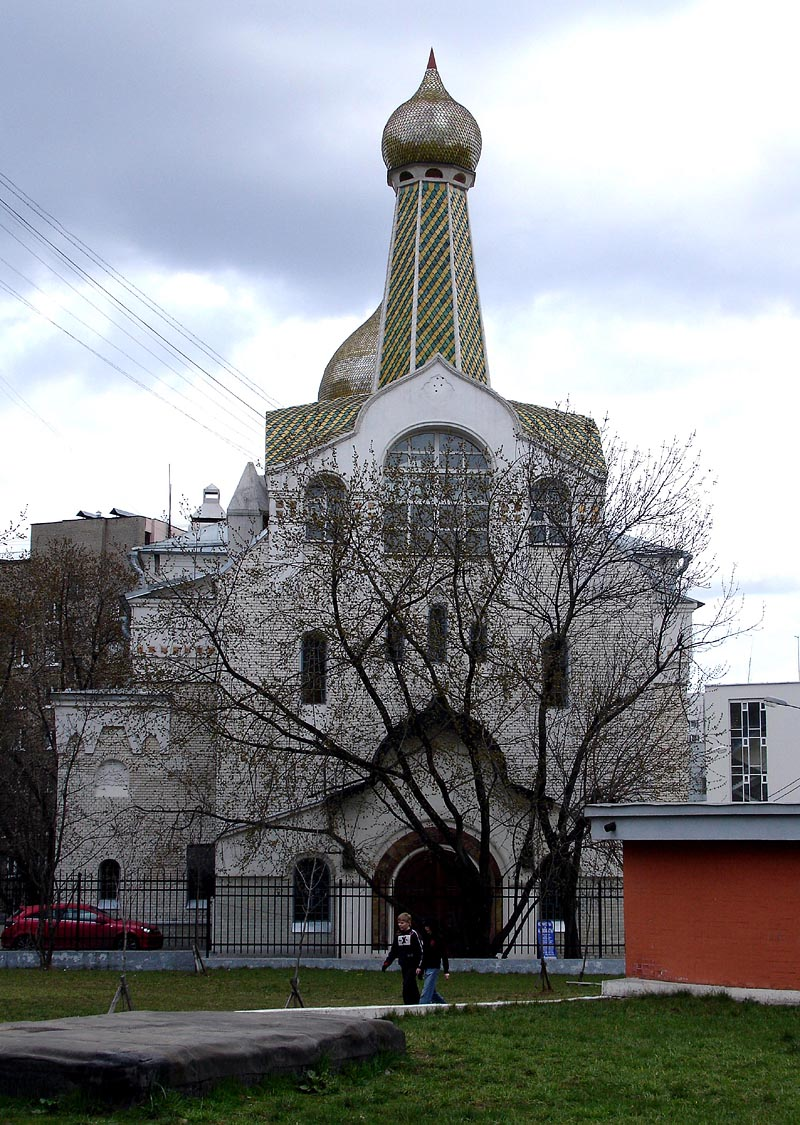
Храм в Гавриковом переулке, 1911

Затем последовал ряд заказов от различных общин староверов:
- 1906—1910 — храм пророка Захарии и преподобномученицы Елизаветы, Ногинск — Богородской общины Белокриницкого согласия[16]
- 1906—1911 — Покровская церковь, Малый Гавриков переулок, Москва — Рогожской общины Белокриницкого согласия
- 1907—1910 — Успенская церковь, 4-я Рогожская улица (Малый Рогожский переулок), Москва
- 1908 — перестройка храма первой Рогожской общины, Переведеновский переулок, Москва
- 1900-е — старообрядческий храм при фабрике Кузнецова, Конаково
- 1900-е — старообрядческий храм, с. Кузнецы, Павловский Посад
- 1910—1912 — храм Никольско-Рогожской общины (Малая Андроньевская улица, 15), Москва
- 1910 — Часовня над могилою А. Я. Полякова,[17][18]
- 1911—1912 — перестройка храма Поморского согласия, Орехово-Зуево

В Шуе Бондаренко был построен собор[уточнить] для официальной православной церкви; в Иваново — перестроена православная Крестовоздвиженская церковь.
В 1912 году И. Е. Бондаренко был одним из организаторов юбилейной «Выставки в память войны 1812 года», развёрнутой в Историческом музее. В 1913 году И. П. Машков поручил Бондаренко сформировать одну из трёх экспозиций «Исторической выставки архитектуры и художественной промышленности», приуроченной к V Всероссийскому съезду зодчих; а также привлёк его к написанию статьи в специальном путеводителе по Москве.

### Советский период
В 1917 году по заказам давнего знакомого И. А. Морозова Бондаренко выполнил несколько орнаментальных рисунков по тканям; возглавил комиссию по восстановлению московского Кремля, в которую ввёл Ф. О. Шехтеля. Бондаренко выбрали в коллегию по делам музеев и охраны памятников искусства и старины. Осенью 1919 года он уехал в Уфу, где организовал первый уфимский театр и первый музей (ныне Башкирский государственный художественный музей имени М. В. Нестерова.
С 1921 года он вновь в Москве. В 1922 году организовывал выставку «Красная Москва» в здании бывшего Английского клуба на Тверской улице — на основе её экспозиций позже позже был основан Музей революции. Участвовал в постройке Сельскохозяйственной выставки (1923). После ленинградского наводнения 1924 года был назначен в правительственную комиссию по восстановлению города. Был экспертом по обследованию жилфонда и лечебных учреждений в Крыму. Одновременно с этим Бондаренко читал лекции по истории архитектуры во многих московских учебных заведениях.
В 1926 году, с началом подъёма строительства, Бондаренко вновь был востребован как практический архитектор. Работал главным архитектором Исторического музея в Москве, затем, до 1939 года — архитектор в структурах Моссовета и Мосэнерго. Его работы в архитектуре советского периода связаны с расширением и перестройкой исторических зданий:
- Перестройка пассажа Постниковой, встроенных в него гостиницы «Астория», конференц-зала и кинотеатра под жилой дом работников аппарат ВСНХ РСФСР и зрительный зал (1929—1931)
- Надстройка здания Московской Консерватории (1932—1933)
- Пристройки к Третьяковской галерее (1933—1934)
- Расширение музея имени Бахрушина (1937—1938)
- Надстройка зданий Мосэнерго на Раушской набережной

В 1943—1944 годах Бондаренко работал главным архитектором Ваганьковского и Армянского кладбищ, стал автором ряда мемориальных построек и надгробных памятников на их территориях. Во время войны вёл активную просветительскую деятельность: в 1942—1946 годах он прочитал для находившихся в госпиталях раненых около 100 лекций, большую часть которых посвятил истории московской архитектуры. Несмотря на преклонный возраст, Бондаренко, обладающий большим практическим опытом и глубокими познаниями в истории архитектуры, нередко выезжал в освобождённые от фашистов города, где занимался осмотром и фиксацией разрушенных памятников, давал консультации по их восстановлению; после освобождения Твери он в 1945—1946 годах участвовал в восстановлении казаковского Путевого дворца.
И. Е. Бондаренко жил в Москве по адресам: Сущёвская улица, 29; Новая Божедомка, 27; улица Володарского, 14 (с 1920-х). Скончался в Москве 21 июля 1947 года. Прах архитектора захоронен в колумбарии Нового Донского кладбища.

## Проекты и постройки
- Участие в проектировании особняка З. Г. Морозовой (помощник Ф. О. Шехтеля) (1895—1896, Москва, Спиридоновка, 17)[сн 2];
- Наблюдение за строительством по проекту Ф. О. Шехтеля различных сооружений (Царская лестница и пристань, въездные ворота и др.) на Нижегородской ярмарке к коронационным торжествам (1896, Нижний Новгород, Канавинский район), не сохранились[7];
- Фабричные и жилые здания Горкинской мануфактуры, совместно с архитектором Н. И. Какориным (1896—1898, с. Горки Ковровского уезда);
- Жилые строения, мастерская для декораций и гончарный завод С. И. Мамонтова «Абрамцево» за Бутырской заставой (1896—1899, Москва, улица Ямского Поля, 34), не сохранились;
- Перестройка театра Русской частной оперы (бывшего театра Г. Г. Солодовникова) (1897—1898, Москва, улица Кузнецкий Мост, 2/6 — Большая Дмитровка, 6/2);
- Постройка здания Московской Духовной консистории по проекту архитектора В. Г. Сретенского (1898, Москва, Мясницкая улица, 3);
- Постройка здания Московской контрольной палаты по проекту архитектора А. Е. Вебера (1899, Москва, Погодинская улица, 6), объект культурного наследия регионального значения[21];
- Русский Кустарный отдел на Всемирной выставке, совместно с художником К. А. Коровиным (1899—1900, Париж), не сохранился;
- Общежитие, амбулатория и некоторые другие постройки Иверской общины сестёр милосердия Красного Креста (1900—1902, Москва, Большая Полянка, 20 — Малая Якиманка, 17), объект культурного наследия регионального значения[21];
- Пристройка к дому (1901, Москва, Староконюшенный переулок, 10/10);
- Школа (1901—1902, Иваново)
- Магазин (1902, Иваново), впоследствии Центральный универсальный магазин;
- Проект дома П. В. Берга (1903, Москва, Лихов переулок), не осуществлён;
- Конкурсный проект особняка князя П. П. Волконского (3-я премия) (1903, Москва);
- Проект городского театра (1904, Уфа), не осуществлён;
- Проект городского театра (1905, Орёл), не осуществлён;
- Проект доходного дома Иерусалимского патриаршего подворья (1905, Москва, Гоголевский бульвар, 29), не осуществлён;
- Храм Воскресения Христова и Покрова Пресвятой Богородицы при 2-й Московской Общине старообрядцев Поморского брачного согласия (1905—1908, Москва, Токмаков переулок, 17), объект культурного наследия федерального значения[21];
- Отделка дома Е. И. Полякова (1906, Москва, Большая Бронная улица, 10);
- Церковь Св. Захарии и Великомученицы Евдокии и дом причта при Богородско-Глуховской старообрядческой общине белокриницкого согласия (1906—1910, Ногинск), перестроена;
- Церковь Покрова Пресвятой Богородицы Покровско-Успенской старообрядческой (Рогожской) общины белокриницкого согласия (1906—1911, Москва, Малый Гавриков переулок, 29), объект культурного наследия федерального значения[21];
- Успенская старообрядческая церковь (1907—1910, Москва, Четвёртая Рогожская улица), перестроена;
- Перестройка храма Первой общины старообрядцев Поморского брачного согласия (1908, Москва, Переведеновский переулок), перестроен;
- Проект шатрового храма (1908), не осуществлён;
- Дом М. С. Удина (1908, Иваново, улица Дзержинского, 12—12а);
- Пассаж Торгового дома «Иван Соколов с сыновьями» (1908—1913, Иваново, Аптечный переулок, 9, 11 — переулок Степанова, 8, 10);
- Крест на могиле А. А. Поляковой (1909, Москва);
- Старообрядческий храм при фабрике М. С. Кузнецова (1900-е, Рига), не сохранился (?);
- Старообрядческий храм в имении М. С. Кузнецова (1900-е, с. Кузнецово близ Кашина);
- Часовня над могилой А. Я. Полякова в усадьбе Знаменское-Губайлово (1900-е, Красногорск);
- Постройки молокозавода (1900-е, Москва, улица Достоевского), не сохранились;
- Старообрядческая церковь во имя Святой Анны Кашинской (1900-е, с. Кузнецы Павлово-Посадский район Московской области);
- Проекты церкви-усыпальницы (1900-е), не осуществлены;
- Здание электротехнических курсов (1910, Лесная улица), не сохранилось;
- Собор (1910—1912, Шуя);
- Храм Никольско-Рогожской единоверческой общины (1910—1912, Москва, Малая Андроньевская улица, 15), объект культурного наследия регионального значения[21];
- Перестройка Кресто-Воздвиженской церкви (1910—1912, Иваново);
- Особняк А. И. Соколова (1911, Иваново, улица III Интернационала, 37/38);
- Пристройка притвора и колокольни к моленному дому старообрядцев Поморского брачного согласия (1911—1912, Орехово-Зуево);
- Оборудование и отделка читального зала Исторического музея (1911—1912, Москва, Красная площадь, 1/2);
- Главный дом, службы, больница и школа в имении барона В. Р. Штейнгеля (1911—1912, станица Кубанская);
- Проект дома в имении Нагорное П. А. Гуськова при станции Павшино (1912—1915, Архангельское-Ильинское), не осуществлён;
- Проект храма со звонницей (1912), не осуществлён;
- Больница (1912—1913, Зарайск);
- Приют для детских трудовых артелей, состоящих под покровительством Е. И. В. великой княгини Елисаветы Фёдоровны (1913, Москва, Пречистенская набережная, 3), осуществлён частично;
- Постройки в имении Н. М. Миронова (1913, близ станции Крюково Московской области);
- Надстройка и отделка «Большой Московской» гостиницы (1913), не осуществлены;
- Музейные помещения для собрания икон и предметов русской старины в особняке А. В. Морозова (1913—1914, Москва, Подсосенский переулок, 21), объект культурного наследия регионального значения[21];
- Главный дом и больница в имении А. А. Бахрушина (1913—1914, Афинеево Московской области), не сохранились;
- Дом бесплатных квартир имени А. Д. и Г. Д. Шелапутиных (1913—1914, Москва, Госпитальная улица, 4а), выявленный объект культурного наследия[21];
- Проект старообрядческой церкви (1914), не осуществлён;
- Ново-Казанская часовня (1915, Иваново), снесена в 1920 году;
- Павильон Деткомиссии ВЦИК на Всероссийской сельскохозяйственной и кустарно-промышленной выставке (1923, Москва, район Нескучного сада), не сохранился;
- Центральное здание Крестьянского молочного союза (1923—1924, Москва);
- План и застройка посёлка «Эмбанефть» (1929);
- Здание Дальневосточного института рыбного хозяйства (1930, Владивосток) (?);
- Проект здания института Гражданстроя (1932), не осуществлён (?);
- Надстройки и пристройки к зданию Московской консерватории (1932—1933, Москва, Большая Никитская улица, 13);
- Пристройка к зданию Третьяковской галереи (1933—1934, Москва, Лаврушинский переулок, 6);
- Надстройка здания управления Мосэнерго (1933, 1940, Москва);
- Дача А. И. Алексеева (1936—1937, Подмосковье);
- Проекты выставочных павильонов (1937) (?);
- Надстройка театрального музея имени А. А. Бахрушина (1937—1938, Москва, Зацепский Вал, 12);
- Проект пристройки к Музею изобразительных искусств (1938, Москва, Волхонка, 12), не осуществлён;
- Проекты построек и памятников (1943—1944, Москва, Ваганьковское кладбище).

## Труды и публикации
Бондаренко — автор трудов по архитектуре и по истории творчества М. Ф. Казакова, Доменико Жилярди, А. Г. Григорьева.
- Архитектурные памятники Москвы: Альбом / сост. И. Е. Бондаренко. — М., 1904—1905
- Бондаренко И. Е. Остатки Москвы XVII века // Старые годы. — 1909. Архивировано 8 декабря 2015 года.
- Бондаренко И. Е. Подмосковные дворцы XVIII века // Старые годы. — 1911. — № 11. — С. 11—32.
- Бондаренко И. Е. Горенки // Старые годы. — 1911. — № 12. — С. 69—70.
- Бондаренко И. Е. Архитектор Матвей Фёдорович Казаков. 1733—1813. — М.: Моск. архит. о-во, 1912. — 45 с.
- Бондаренко И. Е. Зодчество Москвы восемнадцатого и начала девятнадцатого века // Москва в её прошлом и настоящем. Путеводитель  / Под ред. И. П. Машкова. — М., 1913. — С. 1—11.
- Бондаренко И. Е. Здание Посольского приказа // Сборник статей в честь графини Прасковьи Сергеевны Уваровой. — М., 1916. — С. 98—107.
- Бондаренко И. Е. Архитектор Осип Иаанович Бове // Московское архитектурное общество. 1914—1916. — М.: Типография Товарищества И. Д. Сытина, 1917. — С. 27—28.
- Бондаренко И. Е. Здание Малого театра // Московский Малый театр. 1824—1924. — М., 1924. — С. 649—660.
- Бондаренко И. Е. Архитектор Матвей Фёдорович Казаков. 1738—1813. — М.: Изд-во Всесоюзной Академии архитектуры, 1938. — 56 с. — 10 000 экз.
- Бондаренко И. Е. В гостях у П. И. Чайковского // Московский журнал. — 2005. — № 10. Архивировано 8 декабря 2015 года.
- Бондаренко И. Е. Художественный облик лавры // Троице-Сергиева лавра. — М.: Индрик, 2007. — С. 59—70. — ISBN 978-5-85759-382-0.

### Сноски
1. ↑  Бондаренко и Коровин были награждены орденами Святого Станислава 3-й степени[10] .
2. ↑  Здесь и далее проекты и постройки даны в хронологическом порядке по М. В. Нащокиной, с необходимыми дополнениями и уточнениями.